# Řepík lékařský
Řepík lékařský (Agrimonia eupatoria) je druh rostlin patřící do čeledi růžovité (Rosaceae). Celá rostlina je tmavě zelená s četnými měkkými chlupy. Měkkými chloupky pokryté plody rostliny se přichytávají na jakékoliv zvíře nebo osobu, která přichází do styku s rostlinou. Květy mají kořeněnou vůni, připomínající meruňky. Vytrvalá bylina až 100 cm vysoká.
Možno pěstovat ve skleníku i na zahradě, vyžaduje slunné stanoviště.

## Rozšíření

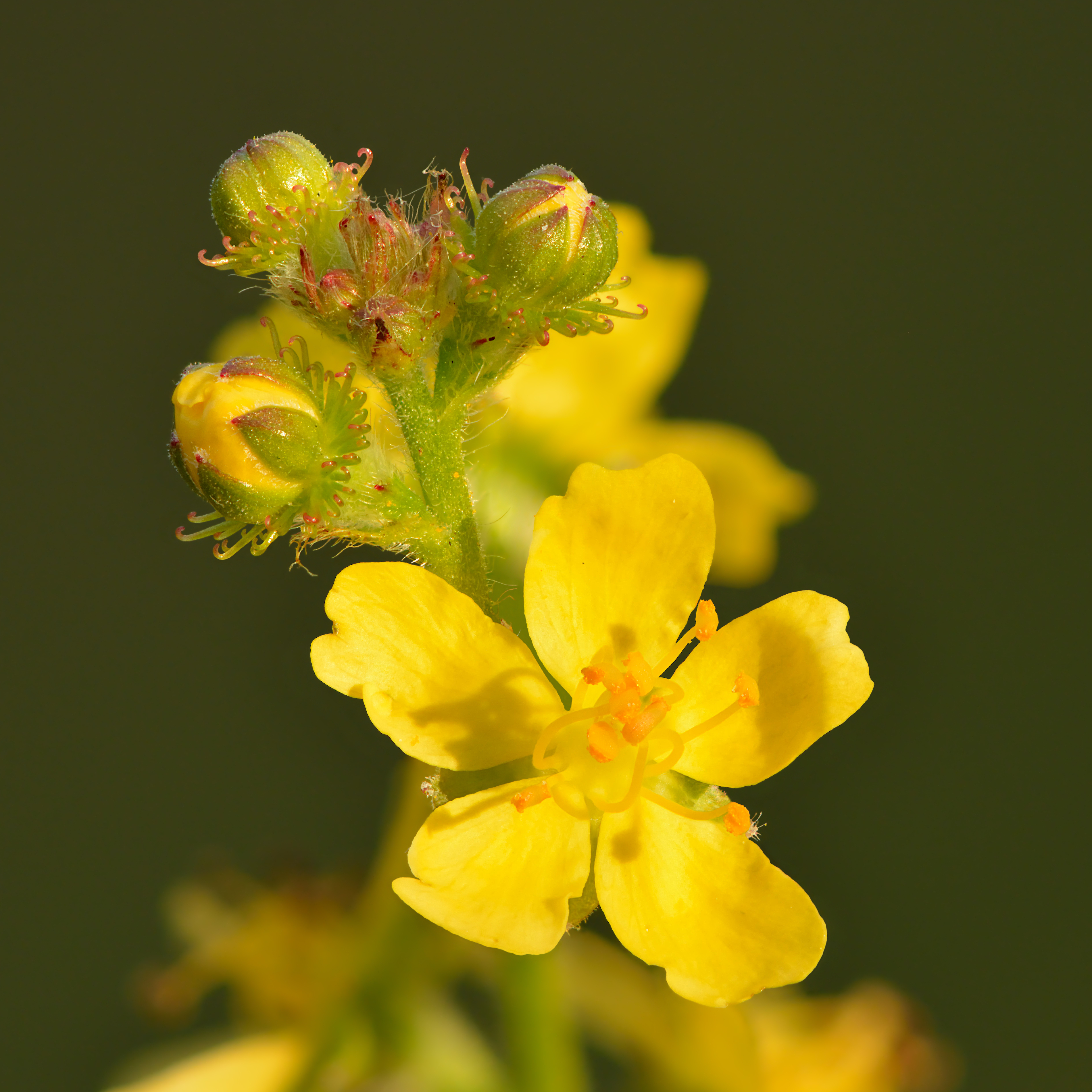
Květ

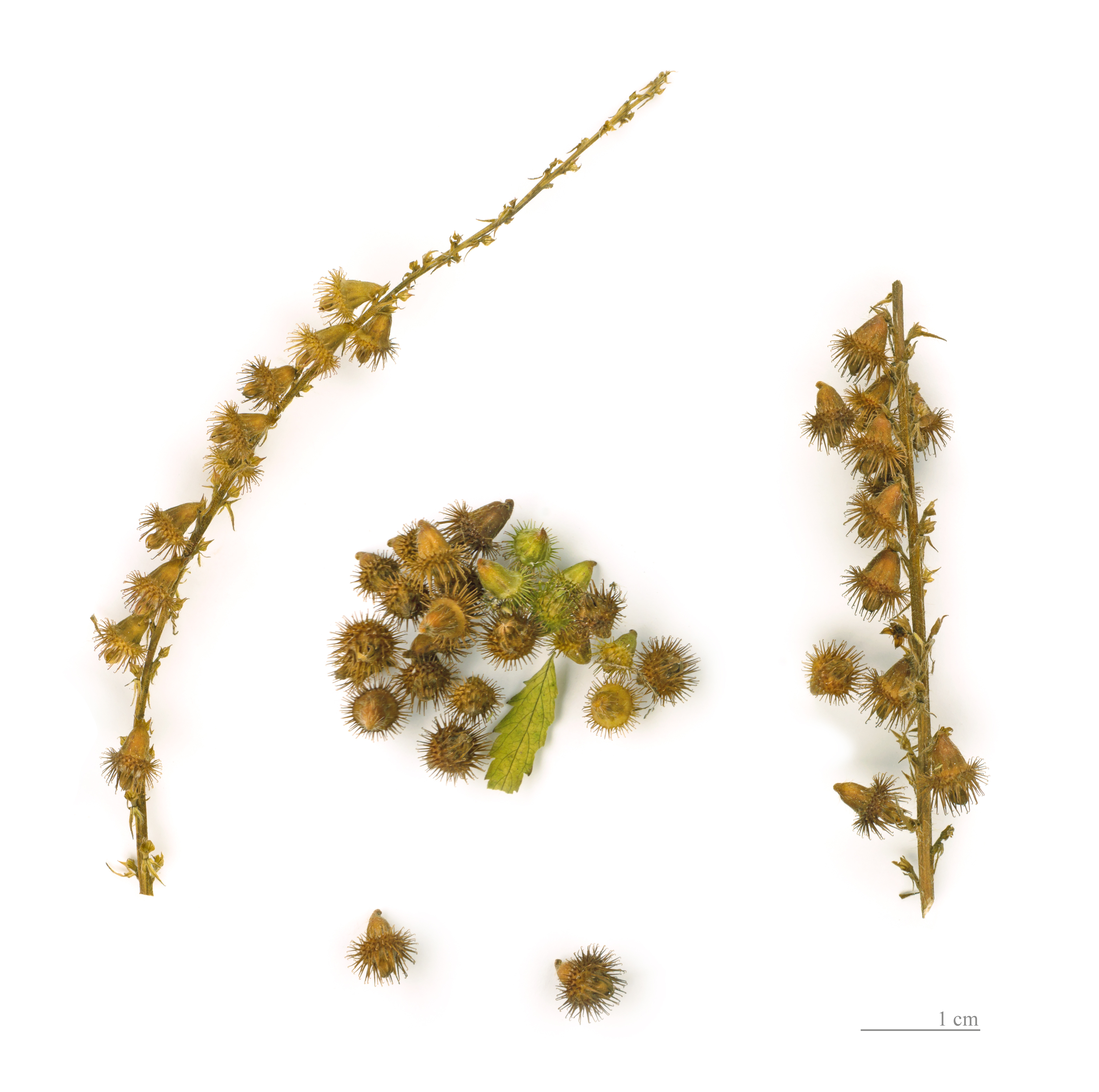
Plody řepíku lékařského

Roste ve velké části Evropy, v jihovýchodní Asii a Severní Americe, v Mexiku. Řepíku lékařskému se daří jak v podhorských oblastech, tak v nížinách, na okraji lesů a pastvin, ale i v oblastech se středomořským podnebím, zejména v otevřených lokalitách, kde je suché a slunečné stanoviště.

## Použití
Řepík byl používán k magii a léčení již od dob Plinia staršího. V magii sloužil řepík k ochraně a odvrácení záporných energií, zahánění duchů. V lidovém léčitelství byly řepíkem léčeny střelné rány z muškety a čarodějnictví.
Bylo doporučováno použití řepíku jako lék na mužskou impotenci, vařený v mléce by měl být schopen způsobit, aby muž byl „dostatečně mužný“, ale také je uváděno, že při vaření ve velšském pivu má opačný efekt. V tradiční fytoterapii byl doporučen jako lék na nespavost, často byl součástí bylin v polštářích. Také existovala pověra, že dokáže vytahovat třísky.
Moderní herbalisté řepík předepisují na poruchy ledvin, jater, močového měchýře, a syndrom podrážděných střev. Je mírně svíravý. Pomáhá při žlučníkových obtížích, má protizánětlivé a vysušující účinky. Řepík je vhodný i pro nejmenší děti, často se používá k léčbě „novorozeneckého a kojeneckého akné“.